# Anolis stevepoei
Anolis stevepoei — вид ігуаноподібних ящірок родини анолісових (Dactyloidae). Ендемік Мексики.

## Поширення і екологія
Anolis stevepoei мешкають в мексиканських штатах Оахака, Герреро і Пуебла.